# Oxytropis siomensis
Oxytropis siomensis är en ärtväxtart som beskrevs av Abdusal. Oxytropis siomensis ingår i släktet klovedlar, och familjen ärtväxter. Inga underarter finns listade i Catalogue of Life.